# Црква Светог Јована Претече у Новом Бечеју
Црква Светог Јована Претече у Новом Бечеју је подигнута почетком 19. века и убраја се у споменике културе у категорији непокретних културних добара од великог значаја.
Црква посвећена Светом Јовану Претечи је подигнута 1807. године у тадашњем насељу Врањеву, а које је данас саставни део Новог Бечеја. Представља једнобродну грађевину са споља петоугаоном апсидом и плитким певницама којима је 1859. године додата припрата над којом се уздиже звоник, када је по претпоставци урађена и фасадна декорација целог храма. Између сокла и поткровног венца на којем се смењују триглифи и осмолисни цветни орнамент, наизменично су постављени пиластри профилисаних стопа и капитела, односно степенасто увучене аркаде. Централни ризалит троделне западне фасаде благо је избачен ван равни зида.
Иконостас је симетричне конструкције и са богатом резбаријом биљног карактера, у потпуности затвара олтар. Појединачне фигуре светитеља и композиције са христолошком тематиком настале су у четвртој деценији 19. века и дело су Јефтимија Поповића. Зидне слике такође се приписују Поповићу или неком од сликара њему сродног уметничког опредељења, попут Саве Петровића и Павла Чортановачког. 
Конзерваторски радови су вршени 1968. године и 2007. године приликом које су обновљене фасаде, кров и декоративна ограда око цркве.

## Галерија
- Иконостас
- Капија порте
- Поглед са северозапада
- Декорација свода
- Унутрашњост цркве